# Nákupní košík

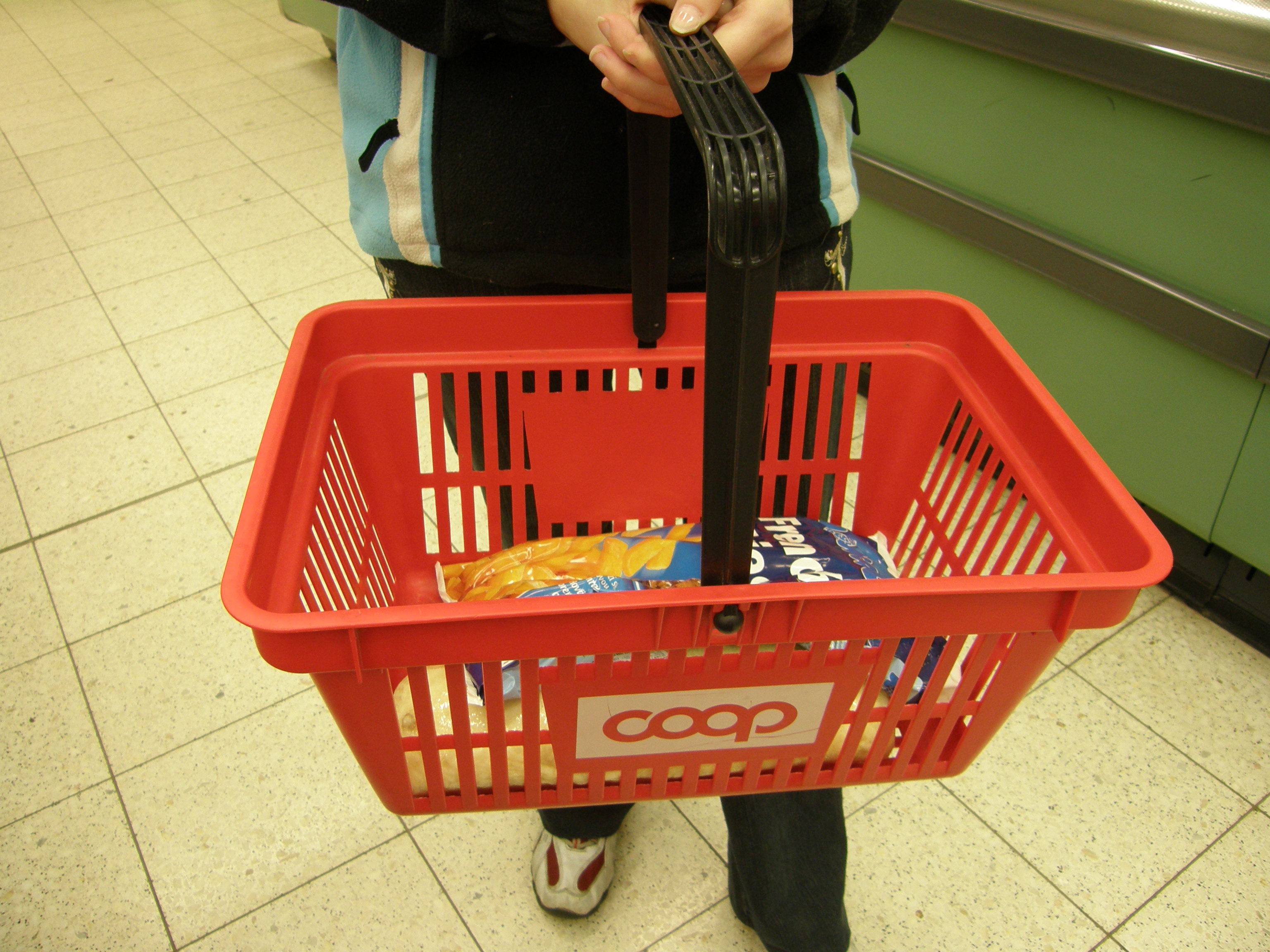
Nákupní košík

Nákupní košík je koš (nádoba), do nějž zákazníci v samoobslužných prodejnách shromažďují zboží, které hodlají nakoupit, a v němž je dopravují k pokladně. Patří k obvyklému vybavení samoobslužných prodejen.

## Související a odvozené pojmy
Pojízdnou obdobou nákupního košíku, sloužící zejména objemnějším nákupům, je nákupní vozík.
V přeneseném významu se jako nákupní vozík nebo nákupní koš označují též elektronické složky pro elektronické údaje o tom, které zboží se zákazník při internetovém nakupování chystá objednat.
Od nákupního košíku je odvozen též makroekonomický pojem spotřební koš. Tak jako pohled do nákupních košíků v prodejně dává představu o tom, jaké věci a v jakém poměru lidé nakupují, tak i spotřební koš je popisem kombinace a poměru zboží (statků), které určitý okruh spotřebitelů nakupuje. Pojem spotřebního koše se používá například při výpočtu inflace.

## Technické provedení
Nákupní košíky jsou obvykle drátěné, z perforovaného plastu nebo jiného takového provedení, aby do nich bylo ze všech stran dobře vidět.